# Lucas Vázquez de Ayllón
Lucas Vázquez de Ayllón (vers 1478, probablement à Tolède – 18 octobre 1526 en Virginie) est un explorateur castillan, découvreur de la baie de Chesapeake. Il fut le premier à chercher le passage du Nord-Ouest, qui devait conduire de l'Europe vers l'Asie (remonte jusqu'au 37° N[pas clair]).

## Origine
Ayllón est le fils cadet d'une famille éminente dont les racines remontent à un juge mozarabe de haut rang en Espagne islamique. Ses parents étaient le conseiller municipal Juan Vázquez de Ayllón et Inés de Villalobos. Ayllón a reçu une bonne éducation en droit et la position de son père lui a donné des informations précieuses sur la pratique de la politique.

## Premier séjour en Amérique
En 1502, les rois d'Espagne envoient Nicolás de Ovando pour servir de gouverneur d'Hispanola aux Indes. Ayllón accompagna la flottille d'Ovando et arriva à la capitale, Saint-Domingue, en avril 1502. En 1504, Ayllón est nommé maire d'alcalde, premier magistrat et directeur administratif de Concepción. On s'attendait à ce qu'Ayllón rétablisse l'ordre dans les districts aurifères turbulents de l'arrière-pays de l'île.
En 1509, Ovando et ses lieutenants, dont Ayllón, sont rappelés en Espagne et soumis à une résidence, à un examen ou à un audit de leur mandat. Ayllón a fait face à des accusations selon lesquelles il s'est enrichi injustement mais a apparemment été capable de se défendre avec succès sans nuire à sa carrière ou à sa richesse. Après son retour en Espagne, il entreprit des études supplémentaires en droit et obtint l'équivalent d'une maîtrise de l'Université de Salamanque.

## Juge à Hispaniola
Ferdinand Ier, préoccupé par l'influence grandissante du nouveau gouverneur, Diego Colomb, créa en 1511 une cour d'appel royale, la Real Audiencia, à Hispanola. La cour comprend trois juges, dont Vásquez de Ayllón. Il atteint Hispanola en mai 1512 et devient rapidement une figure importante dans la politique de l'île. 
Vers 1514, il épousa la fille d'un riche mineur, Ana de Bezerra, ajoutant richesse et prestige à son pouvoir politique. Il devient propriétaire d'une plantation de canne à sucre et finance diverses entreprises de traite des esclaves. On s'est plaint que Vásquez de Ayllón et les autres juges dominaient injustement le marché aux esclaves et faisaient grimper le prix des esclaves.
À la mort de Ferdinand Ier en 1516, le cardinal Francisco Jiménez de Cisneros devint régent au nom du jeune Charles V. Cisneros, déterminé à mettre fin aux abus, suspend les trois juges de l'Audience de Saint-Domingue en 1517 et ordonne une enquête. Cependant, lorsque Cisneros est destitué de la régence, l'enquête est interrompue et les juges sont rétablis dans leurs fonctions en 1520. 
Même pendant sa suspension, Ayllón est resté une figure influente aux Indes. En 1519, Hernán Cortés commence la conquête du Mexique, puis déclare son indépendance par rapport à Diego Velázquez, le gouverneur de Cuba et sponsor de l'expédition. Craignant que le différend entre Cortés et Velázquez ne dégénère en guerre ouverte, les autorités de la Couronne ont d'abord envoyé Ayllón à Cuba pour s'entretenir avec Velázquez, puis au Mexique dans une tentative de convaincre les deux parties de régler leurs différends devant les tribunaux. Quand Ayllón arrive au Mexique, il est détenu de force puis renvoyé à Saint-Domingue.

## Exploration des côtes américaines
En 1521, Ayllón engage Francisco Gordillo, pour mener une expédition esclavagiste aux Bahamas. Trouvant les îles complètement dépeuplées, Gordillo et un autre navire esclavagiste piloté par Pedro de Quejo naviguent vers le nord-ouest à la recherche de terres qui, selon la rumeur, se trouveraient dans cette direction. Le 24 juin 1521, ils touchent terre à Winyah Bay, sur la côte de l'actuelle Caroline du Sud. Après quelques explorations préliminaires de la région, ils enlèvent soixante Indiens et les ramènent en Hispanola. Ils arrivent à Saint-Domingue en août 1521.
En plus des esclaves indiens, Gordillo et Quejo font un rapport élogieux sur la terre qu'ils avaient trouvé, qui serait facile à conquérir et à coloniser. Ayllón s'est apparemment inspiré de ce rapport et a rapidement écrit à la couronne espagnole pour demander la permission d'explorer et de coloniser la région. Plus tard la même année, il voyage en Espagne pour affaires pour l'audencia, mais profite de l'occasion pour faire valoir personnellement sa requête. Ayllón a emmené avec lui l'un des Indiens capturés qui avait été récemment baptisé, sous le nom de Francisco de Chicora. En Espagne, ils rencontrent le chroniqueur de la cour, Peter Martyr, avec qui Chicora a longuement parlé de son peuple et de sa patrie, et des provinces voisines.
Ayllón obtient une charte de la couronne le 12 juin 1523, lui permettant d'établir une colonie sur la côte est et de faire du commerce avec les indigènes locaux. Il serait gouverneur à vie et le titre de maire alguacil (grand shérif) serait détenu à jamais par lui et ses héritiers. En échange de ces privilèges et de nombreux autres, Ayllón doit effectuer une exploration plus détaillée de la région, établir des missions, des églises et un monastère franciscain pour poursuivre la conversion de la population autochtone. Il lui est interdit de recourir au travail forcé des indiens. 
Avant de rentrer chez lui, Ayllon est tenu de se rendre à Porto Rico, où il a doit mener à bien un certain nombre d'enquêtes et d'audits sur des fonctionnaires. Du point de vue de la Couronne, ses efforts permettent de remettre de l'ordre dans le gouvernement de l'île et contribuent à mettre fin à l'autorité indépendante de Diego Colomb dans les îles.
Après une absence de trois ans, Ayllón retourne à Saint-Domingue vers décembre 1524 et commence à organiser une expédition pour explorer la côte sud-est de l'Amérique du Nord. Il engage Quejo pour conduire une expédition de deux caravelles et d'une soixantaine de membres d'équipage. Les navires quittent Saint-Domingue au début d'avril 1525 avec des instructions pour explorer 200 lieues (640 milles marins) de littoral, enregistrer les relèvements et les sondages nécessaires, ériger des balises en pierre portant le nom de Charles Quint et obtenir des Indiens qui pourraient servir de guides et d'interprètes pour de prochains voyages. Ils débarquent le 3 mai 1525, probablement à l'embouchure de la Savannah. Puis, ils continuent vers le nord jusqu'à la baie de Winyah, le site de leur débarquement initial en 1521. Il est possible que Quejo ait voyagé plus au nord, peut-être jusqu'à la baie de Chesapeake, mais il a observé que la côte au-delà de la baie de Winyah était principalement constituée de dunes de sable et des broussailles de pin. L'expédition est revient à son point de départ en juillet 1525.

## L'expédition d'Ayllon
Le retour de Quejo marque le début d'une préparation active pour un voyage de peuplement dirigé par Ayllón lui-même. Il dépense sa propre fortune considérable et s'endette pour équiper l'expédition. Une flotte composée de six navires transportant environ 600 à 700 passagers et membres d'équipage est constituée. Des femmes, des enfants et des esclaves africains figurent parmi les colons. S'y ajoute le ravitaillement et le bétail, y compris des vaches, des moutons, des porcs et une centaine de chevaux. Sa flotte part à la mi-juillet 1526. 
Les colons débarquent dans la baie de Winyah le 9 août 1526. Elle connaît un premier revers important : le plus grand navire heurte un banc de sable et coule. Il n'y a eu aucune perte humaine mais une grande partie des fournitures est perdue. Ayllón ordonne la construction d'un navire de remplacement, probablement le premier exemple de construction de bateaux de style européen dans ce qui est aujourd'hui les États-Unis.
Ayllón cherche un site approprié pour établir une colonie sur l'île voisine de Pawleys, mais le sol est pauvre et une population indienne clairsemée offrait peu de chances à un commerce rentable. Plusieurs équipes de reconnaissance sont envoyées à la recherche de meilleures opportunités. Sur la base de leurs rapports, Ayllón décide de se déplacer à environ 200 miles au sud vers une "rivière puissante", probablement le Sapelo Sound dans la Géorgie actuelle. Au début de septembre 1526, les hommes en bonne santé se déplacent sur le nouveau site à cheval tandis que les autres sont convoyés par bateau. Lorsqu'ils atteignirent Sapelo Sound, ils commencèrent immédiatement à construire des maisons et une église.
La colonie éphémère de San Miguel de Gualdape est officiellement établie le jour de la fête de Saint Michel, le 29 septembre 1526. La colonie survit cependant moins de trois mois, du fait de l'épuisement, du froid, de la faim, de la maladie et des problèmes avec les indigènes locaux. Ayllón lui-même décède le 18 octobre 1526 de maladie sans nom, entraînant l'effondrement de toute l'entreprise. Les colons survivants décident à la mi-novembre d'abandonner la colonie et de rentrer chez eux. Sur les 600 à 700 personnes qu'Ayllón avait amenées avec lui, seuls 150 survivants retournent à Hispaniola.
San Miguel de Gualdape a été la première colonie européenne dans ce qui est aujourd'hui les États-Unis, précédant St. Augustine, en Floride (la première colonie réussie) de 39 ans, la colonie de Roanoke de 61 ans et Jamestown, en Virginie de 81 ans. Malgré des tentatives répétées, les archéologues n'ont pas pu localiser le site de la ville ou le naufrage dans la baie de Winyah.